# Wolfram Alpha
Wolfram Alpha (også kaldt WolframAlpha og Wolfram|Alpha) er en beregningsmæssig vidensmotor eller svarmaskine, som er udviklet af Wolfram Research. Wolfram Alpha er en online søgemaskine som kan svare på faktuelle forespørgsler direkte ved at behandle disse vha. eksterne kilder. Dermed undlader Wolfram Alpha at oplyse en liste med links, som en normal søgemaskine måske ville.
Wolfram Alpha, som blev offentliggjort den 18. maj 2009, er baseret på Wolframs tidligere flagship produkt Mathematica, en beregningsmæssig platform eller redskab som omfatter computer algebra, symbolsk og numerisk beregning, visualisering, og statistik. Yderligere data er samlet fra både akademiske og kommercielle hjemmesider. ChatGPT er blevet forbundet til Wolfram|Alpha. Undervisningsministeriet betegner WolframAlpha som en chatbot.

## Overblik
Brugere indsender normale forespørgsler og matematiske forespørgsler ved hjælp af et tekstfelt. Wolfram Alpha udregner så et svar og giver en relevant visualisering fra en vidensdatabase af organiseret og struktureret data/indhold som kommer fra andre sider.

## Teknologi
Wolfram Alpha er programmeret på 15 millioner linjer af Wolfram Language koder. Søgemaskinen kører på flere end 10.000 CPU'er.
Databasen indeholder lige nu hundredvis af datasæt, såsom "Alt nutidig og historisk vejr". Datasættene er blevet akkumuleret gennem flere år.
De kuraterede (i modsætning til de auto-genererede) datasæt er blevet kvalitetstjekket af flere videnskabsmænd og eksperter i det relevante område, som mener at datasættene er "acceptable".

## Features
Wolfram Alpha kan blandt andet:
| - 1) løse ligninger - 2) differentiere - 3) integrere | - 4) løse differentialligninger - 5) beregne dobbelt integral - 6) beregne triple integral |